# Cervélo TestTeam
Cervélo TestTeam – szwajcarska zawodowa grupa kolarska istniejąca w latach 2009–2010. Drużyna finansowana była przez kanadyjską firmę produkującą rowery Cervélo.

## Najlepsze rezultaty
- 1. miejsce na 14. etapie Giro d'Italia (Simon Gerrans)
- 1. miejsce na 16. etapie Giro d'Italia (Carlos Sastre)
- 1. miejsce na 19. etapie Giro d'Italia (Carlos Sastre)
- 1. miejsce na 21. etapie Giro d'Italia (Ignatas Konovalovas)
- 1. miejsce na 6. etapie Tour de France (Thor Hushovd)
- 1. miejsce na 13. etapie Tour de France (Heinrich Haussler)
- 1. miejsce w GP Ouest France-Plouay (Simon Gerrans)

## Sezony

### 2010

#### Skład
| Skład drużyny 2010  | Skład drużyny 2010   | Skład drużyny 2010 | Skład drużyny 2010                |
| Imię i nazwisko     | Data urodzenia       | Państwo            | Poprzednia grupa                  |
| ------------------- | -------------------- | ------------------ | --------------------------------- |
| Davide Appollonio   | 2 czerwca 1989       | Włochy             |                                   |
| Theo Bos            | 22 sierpnia 1983     | Holandia           | Rabobank Continental (2009)       |
| João Correia        | 10 lutego 1975       | Portugalia         |                                   |
| Íñigo Cuesta        | 2 czerwca 1969       | Hiszpania          | CSC Saxo Bank (2008)              |
| Philip Deignan      | 7 września 1983      | Irlandia           | AG2R-La Mondiale (2008)           |
| Stefan Denifl       | 22 września 1987     | Austria            | Elk Haus (2009)                   |
| Xavier Florencio    | 26 grudnia 1979      | Hiszpania          | Bouygues Telecom (2008)           |
| Wołodymyr Hustow    | 15 lutego 1977       | Ukraina            | CSC Saxo Bank (2008)              |
| Roger Hammond       | 30 stycznia 1974     | Wielka Brytania    | Columbia (2008)                   |
| Heinrich Haussler   | 25 lutego 1984       | Niemcy             | Gerolsteiner (2008)               |
| Jeremy Hunt         | 1 listopada 1966     | Wielka Brytania    |                                   |
| Thor Hushovd        | 18 stycznia 1978     | Norwegia           | Crédit Agricole (2008)            |
| Ted King            | 31 stycznia 1983     | Stany Zjednoczone  | Bissell (2008)                    |
| Andreas Klier       | 15 stycznia 1976     | Niemcy             | Columbia (2008)                   |
| Ignatas Konovalovas | 8 grudnia 1985       | Litwa              | Crédit Agricole (2008)            |
| Brett Lancaster     | 15 listopada 1979    | Australia          | Team Milram (2008)                |
| Daniel Lloyd        | 11 sierpnia 1980     | Wielka Brytania    |                                   |
| Joaquín Novoa       | 25 sierpnia 1983     | Hiszpania          |                                   |
| Óscar Pujol         | 16 października 1983 | Hiszpania          | Burgos Monumental (2008)          |
| Gabriel Rasch       | 8 kwietnia 1976      | Norwegia           | Crédit Agricole (2008)            |
| Martin Reimer       | 14 czerwca 1987      | Niemcy             | LKT Team Brandenburg (2008)       |
| Dominique Rollin    | 29 października 1982 | Kanada             |                                   |
| Carlos Sastre       | 22 kwietnia 1975     | Hiszpania          | CSC Saxo Bank (2008)              |
| Xavier Tondó        | 5 listopada 1978     | Hiszpania          | Andalucía-CajaSur (2009)          |
| Marcel Wyss         | 25 czerwca 1986      | Szwajcaria         | Atlas-Romer's Hausbäckerei (2008) |
|                     |                      |                    |                                   |
| Źródło: UCI         |                      |                    |                                   |

### 2009

#### Skład
| Skład drużyny 2009         | Skład drużyny 2009   | Skład drużyny 2009 | Skład drużyny 2009                |
| Imię i nazwisko            | Data urodzenia       | Państwo            | Poprzednia grupa                  |
| -------------------------- | -------------------- | ------------------ | --------------------------------- |
| Íñigo Cuesta               | 2 czerwca 1969       | Hiszpania          | CSC Saxo Bank (2008)              |
| Philip Deignan             | 7 września 1983      | Irlandia           | AG2R-La Mondiale (2008)           |
| Daniel Fleeman             | 3 października 1982  | Wielka Brytania    |                                   |
| Xavier Florencio           | 26 grudnia 1979      | Hiszpania          | Bouygues Telecom (2008)           |
| Simon Gerrans              | 16 maja 1980         | Australia          | Crédit Agricole (2008)            |
| José Ángel Gómez Marchante | 30 maja 1980         | Hiszpania          | Scott-American Beef (2008)        |
| Wołodymyr Hustow           | 15 lutego 1977       | Ukraina            | CSC Saxo Bank (2008)              |
| Roger Hammond              | 30 stycznia 1974     | Wielka Brytania    | Columbia (2008)                   |
| Heinrich Haussler          | 25 lutego 1984       | Niemcy             | Gerolsteiner (2008)               |
| Jeremy Hunt                | 12 marca 1974        | Wielka Brytania    | Crédit Agricole (2008)            |
| Thor Hushovd               | 18 stycznia 1978     | Norwegia           | Crédit Agricole (2008)            |
| Ted King                   | 31 stycznia 1983     | Stany Zjednoczone  | Bissell (2008)                    |
| Andreas Klier              | 15 stycznia 1976     | Niemcy             | Columbia (2008)                   |
| Ignatas Konovalovas        | 8 grudnia 1985       | Litwa              | Crédit Agricole (2008)            |
| Brett Lancaster            | 15 listopada 1979    | Australia          | Team Milram (2008)                |
| Daniel Lloyd               | 11 sierpnia 1980     | Wielka Brytania    |                                   |
| Joaquín Novoa              | 25 sierpnia 1983     | Hiszpania          |                                   |
| Serge Pauwels              | 21 listopada 1983    | Belgia             | Topsport Vlaanderen (2008)        |
| Óscar Pujol                | 16 października 1983 | Hiszpania          | Burgos Monumental (2008)          |
| Gabriel Rasch              | 8 kwietnia 1976      | Norwegia           | Crédit Agricole (2008)            |
| Martin Reimer              | 14 czerwca 1987      | Niemcy             | LKT Team Brandenburg (2008)       |
| Dominique Rollin           | 29 października 1982 | Kanada             |                                   |
| Hayden Roulston            | 10 stycznia 1981     | Nowa Zelandia      | Health Net-Maxxis (2006)          |
| Carlos Sastre              | 22 kwietnia 1975     | Hiszpania          | CSC Saxo Bank (2008)              |
| Marcel Wyss                | 25 czerwca 1986      | Szwajcaria         | Atlas-Romer's Hausbäckerei (2008) |
|                            |                      |                    |                                   |
| Źródło: UCI                |                      |                    |                                   |